# Joachim Leonz Eder

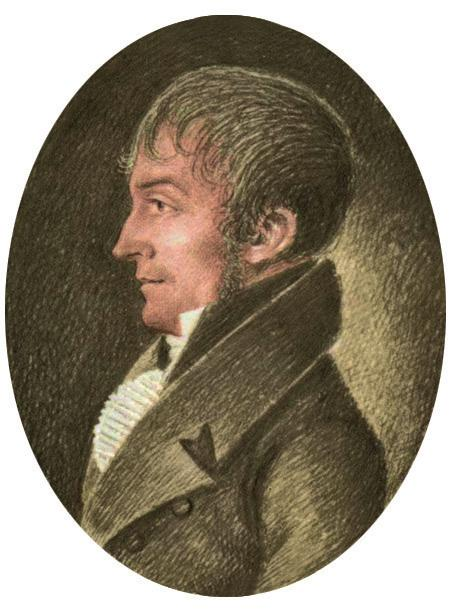
Joachim Leonz Eder, um 1815

Joachim Leonz Eder (* 13. Februar 1772 in Flüelen; † 4. März 1848 in Bischofszell) war ein Schweizer Jurist und Politiker.

## Leben
Joachim Leonz Eder wurde als Sohn des Kaspar Leonz Eder und dessen Ehefrau Maria Helena Schmid geboren. Er besuchte von 1785 bis 1789 das Gymnasium Solothurn und studierte dort von 1789 am Lyzeum Theologie, gab das Studium aber 1794 auf und wurde vorübergehend Hauslehrer.

### Helvetische Republik und Mediationszeit
1798 war er Sympathisant der Patriotenpartei und von 1798 bis 1803 als Sekretär des Solothurner Unterstatthalters angestellt.
Er bildete sich bei Rechtsgelehrten autodidaktisch in der Rechtskunde aus und praktizierte als Rechtsgelehrter. In Solothurn hatte er nach kurzer Zeit einen guten Ruf, und ihm wurden schwierige Rechtsstreitigkeiten anvertraut, die ihn zu einem wohlhabenden Mann machten. 1807 liess er den Ederhof in Solothurn bauen.

### Restaurationszeit
1814 wurde die Mediationsregierung in Solothurn gewaltsam gestürzt, und mit der Restauration der alten Verhältnisse grenzten sich die Stände wieder voneinander ab. Die Anhänger der gestürzten Regierung, unter denen Joachim Leonz Eder an der Spitze stand, verbanden sich zu einer Verschwörung, und in der Nacht zum 2. Juni 1814 besetzten Bürger, unter Führung ehemaliger Regierungsmitglieder, die Wälle und das Zeughaus; sie setzten eine provisorische Regierungskommission ein und legten einen liberalen Verfassungsentwurf vor. Aufgrund der Gefahr von anrückenden Truppen aus Bern verhandelte die provisorische Regierungskommission unter Führung von Joachim Leonz Eder und dem späteren Bundesrat Josef Munzinger mit der Staatskommission. Diese versprach, sich bei der Regierung für eine allgemeine Amnestie, für die Abschaffung des Untertanenverhältnisses und die Beteiligung der Volksvertretung bei der Gesetzgebung zu verwenden. Die provisorische Regierung löste sich daraufhin auf.
Später wurde zwar die Verfassung geändert, aber die Führer des Aufstandes sollten vor Gericht gestellt werden. Daraufhin flüchtete Joachim Leonz Eder und wurde mit zehn weiteren Beteiligten zur Verhaftung ausgeschrieben. Auf ihn wurde ein Kopfgeld in Höhe von 100 Louis d’or ausgeschrieben, «… wegen seiner fortwährenden Umtriebe gegen die Städte Bern und Solothurn». Nach einer erneuten Teil-Amnestie kehrte er zurück.
Am 12. November 1814 erhoben sich die Aufständischen, erneut unter Beteiligung Joachim Leonz Eders; die Erhebung wurde allerdings niedergeschlagen. Weil dieser Aufstand vorrangig von Joachim Leonz Eder betrieben wurde, verbannte ihn die Regierung aus dem Kanton. Daraufhin verpachtete er sein Gut und liess sich im Kanton Thurgau nieder und einbürgern, dort praktizierte er auf Schloss Wellenberg, das er am 17. November 1815 erwarb, als Anwalt und wurde 1824 Kantonsprokurator. Er enthielt sich vorerst jeder politischen Betätigung.

### Regeneration
1830 wurden in mehreren Kantonen Verfassungs- und Regierungsveränderungen angestrebt, dazu kam der Fall der Bourbonen in Frankreich. Es bildete sich im Kanton Thurgau unter Führung von Thomas Bornhauser und Joachim Leonz Eder eine Opposition, hierbei zeigte sich, dass das Verfassungsdenken des Vordenkers der Regenerationsbewegung stark von französischen Einflüssen geprägt war. Hieraus entwickelte sich eine Volksbewegung im Kanton, die für die übrige Schweiz zur Norm gebenden Volksversammlung in Weinfelden wurde, aus der mit der Teilnahme von Joachim Leonz Eder der Verfassungsrat gestaltet wurde; er gilt als der Schöpfer der thurgauischen Regenerationsverfassung, und auf ihn gehen der Erziehungsrat und die in der Verfassung verankerte Verpflichtung des Kantons Thurgau zurück, auf eine Bundesreform hinzuwirken. Er hatte auch die Idee, einen dreiköpfigen Grossratsausschuss als ständige vierte oder auch aufsehende Gewalt zu bilden, dieses wurde jedoch nur teilweise verwirklicht. Im weiteren Verlauf wurde er Präsident des Obergerichtes (1831–1847), Thurgauer Kantonsrat (1831–1848), Erziehungsrat (1831–1841) und war mehrmals Tagsatzungsgesandter (1832, 1833 und 1835)
Ende 1832 wurde er als eidgenössischer Kommissar von der Tagsatzung in die Wirren nach Basel abgeordnet. Dort gab er der Tagsatzung den Rat, die beiden entzweiten Kantone zu teilen, um den Frieden wiederherzustellen. In diesem Teilungsprozess mit der Stadt Basel, der «Basler Kantonstrennung», wurde er dann zum Schiedsrichter gewählt.
Als mit dem Beginn des Jahres 1840 die politische Bewegung sich in eine kirchliche veränderte, in der der Gegensatz zwischen Katholiken und Protestanten immer mehr hervortrat und die Klöster des Kantons Aargau aufgehoben sowie die des Thurgaus auf die Aufhebung vorbereitet wurden, trat er im Kantonsrat zur Opposition über und setzte sich für die katholischen Interessen ein. Daraufhin wurde er aus seiner Partei ausgestossen. 1847 verlor er seine Stelle am Obergericht. Im Oktober 1847 sprach er sich in der Versammlung des Kantonsrates gegen den Sonderbundskrieg aus.
Er verstarb im Hause eines Geistlichen in Bischofszell.
Joachim Leonz Eder war seit 1835 mit Elise Johanna Disteli verheiratet, einer Schwester von Martin Disteli. Mit dieser lebte er in Felben-Wellhausen bei Frauenfeld auf dem Schloss Wellenberg, das er angekauft hatte.